# Aspidopyga
Aspidopyga is een vliegengeslacht uit de familie van de roofvliegen (Asilidae).

## Soorten
- A. cophuroides Carrera, 1949